# Aszjút
Aszjút (egyiptomi arabul: أسيوط) város Egyiptom területén, Kairótól kb. 380 km-re délre, a Nílus-völgyében.
A város lakossága 389 ezer fő volt 2006-ban. Az ókori görög neve Lükopolisz volt. 
Aszjút egyeteme az egyik legjelentősebb az országban. A város a környék mezőgazdasági termékeinek kereskedelmi központja. Híres még a szőnyegkészítéséről is. 
Az ókori Szaut (Aszjut) a 13. nomosz fővárosa volt és itt volt Upuaut sakálisten kultuszának a központja is. A Nyugati-sivatag oázisai felé vezető és a környéket átszelő karavánutak kereszteződésében fekvő település már a fáraók korában is fontos kereskedővárosnak számított. A 19. század közepéig itt működött Egyiptom legnagyobb rabszolgapiaca is, itt cseréltek gazdát a szudáni Dárfúrból induló rabszolgák. 
A jelentések alapján 2000. augusztus 17-én az itteni Szent Márk templom felett jelent meg Szűz Mária, majd a jelenést követő hónapokban titokzatos fények tűntek fel a templomtorony körül. 
Nemzetközi repülőtere az aszjúti repülőtér.